# Maria Arminda do Nascimento Arruda
Maria Arminda do Nascimento Arruda (Tombos, 14 juin 1948) est une sociologue brésilienne. Ses recherches se concentrent sur la sociologie de la culture et couvrent des sujets liés à la production intellectuelle, artistique, littéraire et de communication de masse. Depuis 2016, elle est directrice de la Faculté de Philosophie, Lettres et Sciences Humaines de l'Université de São Paulo; son mandat se termine en septembre 2020.